# Limnephilus externus
Limnephilus externus – owad z rzędu chruścików (Insecta: Trichoptera), z rodziny Limnephilidae, gatunek w Polsce bardzo rzadki. Do tej pory stwierdzono jedynie imagines nad jeziorem Oświn (rezerwat przyrody Jezioro Siedmiu Wysp). Liczniej występują w obwodzie królewieckim na torfowisku Celau.
Larwy licznie spotykane, jako jedyny gatunek z rodziny Limnephilidae, w torfowiskowych jeziorkach na Torfowisku Celau (Rosja, obwód królewiecki) (Czachorowski 1996). W Niemczech rzadki, występujący w torfowiskach, tylko na północy tego kraju, nie spotykany od 1970 roku (Klima et. al. 1994). Na Łotwie imagines poławiane nad jeziorami dystroficznymi z torfowiskowymi brzegami, sporadycznie nad dystroficznymi i eutroficznymi (Spuris 1967).
Gatunek północno-palearktyczny, limnebiont, tyrfobiont, bardzo rzadki w Polsce, prawdopodobnie występuje tylko w północnej części Pojezierza Mazurskiego.